# Татта (округ)
Татта (урду ضلع ٹھٹہ‎, англ. Thatta District, синдхи ٺٽو ضلعو) — один из 23 округов пакистанской провинции Синд. Площадь составляет 17 355 км². Население по данным переписи 1998 года — 1 113 194 человек. 96,72 % населения исповедуют ислам; 2,89 % — индуизм; 0,18 % — христианство; 0,17 % — другие религии. 68 % населения говорит на синдхи, 15 % — на сирайки, 4 % — на урду, 1 % — на белуджском и 5 % — на других языках. Административный центр — город Татта.

## Административное деление
В административном отношении делится на 9 техсилов:
- Гхора-Бари
- Джати
- Мирпур-Батхоро
- Мирпур-Сакхо
- Шах-Бандар
- Суджавал
- Татта
- Кхаро-Чан
- Кети-Бандер